# Cryptaspasma sordida
Cryptaspasma sordida es una especie de polilla del género Cryptaspasma, categorizada en la tribu Microcorsini, de la subfamilia Olethreutinae.

## Distribución
Se distribuye por Australia.

## Taxonomía
Fue descrita por Turner en 1945 y publicada en (Tortrix), Trans. R. Soc. S. Austral. 69: 65.